# Lindome (przystanek kolejowy)
Lindome (szwedzki: Lindome station) – przystanek kolejowy w Lindome, w regionie Västra Götaland, w Szwecji. Znajduje się Västkustbanan i został otwarty w 1992. Jest obsługiwany przez pociągi podmiejskie Göteborgs pendeltåg kursujące na trasie Göteborg - Kungsbacka. Jest to również główny przystanek autobusowy dla autobusów podmiejskich.
W 2012 stację przebudowano w celu przyjęcia dłuższych pociągów.

## Linie kolejowe
- Västkustbanan